# Georg Joseph Vogler

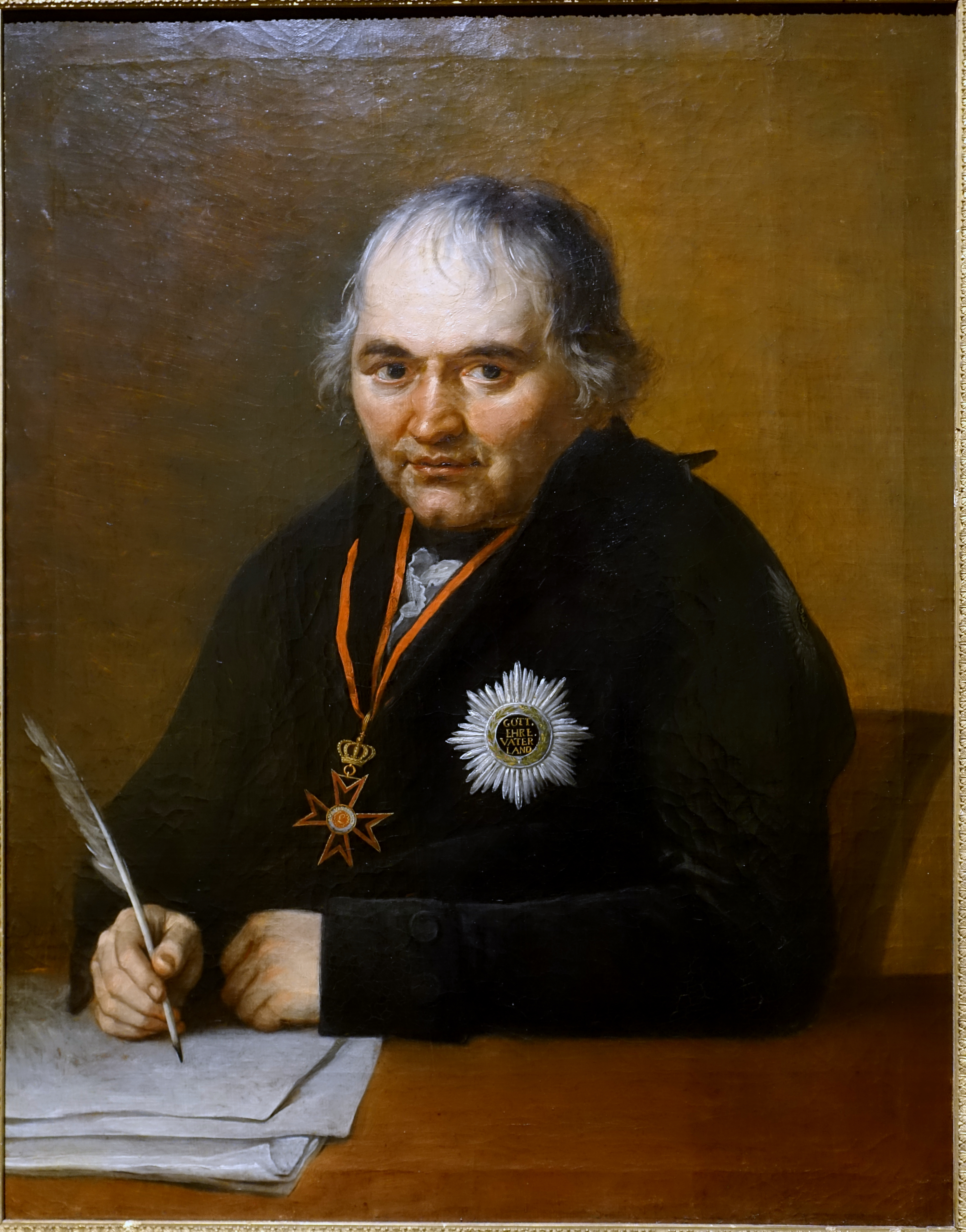
Georg Joseph Vogler (Ölgemälde von Jeremias August Urlaub, 1808)

Georg Joseph Vogler, auch Abbé Vogler oder fälschlicherweise Abt Vogler (* 15. Juni 1749 in Würzburg; † 6. Mai 1814 in Darmstadt) war ein deutscher Komponist, Organist, Kapellmeister, Priester, Musikpädagoge und Musiktheoretiker.

## Leben
Georg Joseph Vogler wurde in Würzburg (vermutlich im Wohnhaus Innerer Graben Nr. 9) geboren. Er besuchte in seiner Heimatstadt die Jesuitenschule und studierte kanonisches Recht und Theologie in Bamberg. Er erwog den Eintritt in ein Kloster, zog dann im Alter von 22 Jahren nach Mannheim. Im August 1772 erhielt er von Kurfürst Karl Theodor von der Pfalz eine Stelle als Hofkaplan.:59–61 Das Datum seiner Priesterweihe ist nicht bekannt. Dokumentarisch gesichert ist, dass er am 22. November 1772 seine erste heilige Messe in der Mannheimer Hofkapelle las.:61 Angaben, er sei erst 1773 oder später in Italien geweiht worden, wurden möglicherweise aus der Feier seines 30-jährigen Priesterjubiläums im Dezember 1803 in Wien rückerschlossen,:63 u. 486 sowie seiner Angabe, er habe ab 1773 in Padua Theologie studiert. Durch den Kurfürsten gefördert, setzte er seine Studien der Musik bei Francesco Antonio Vallotti und anderen in Italien fort. Anschließend kehrte er als Kapellmeister nach Mannheim zurück, wo er unter anderem Händels Oratorium Messias bearbeitete und 1777/1778 aufführte. Laut Samuel Baur (1768–1832) gehörte er in Mannheim zu den Schülern des Jesuiten und Musikdirektors Alexander Keck (1724–1804).

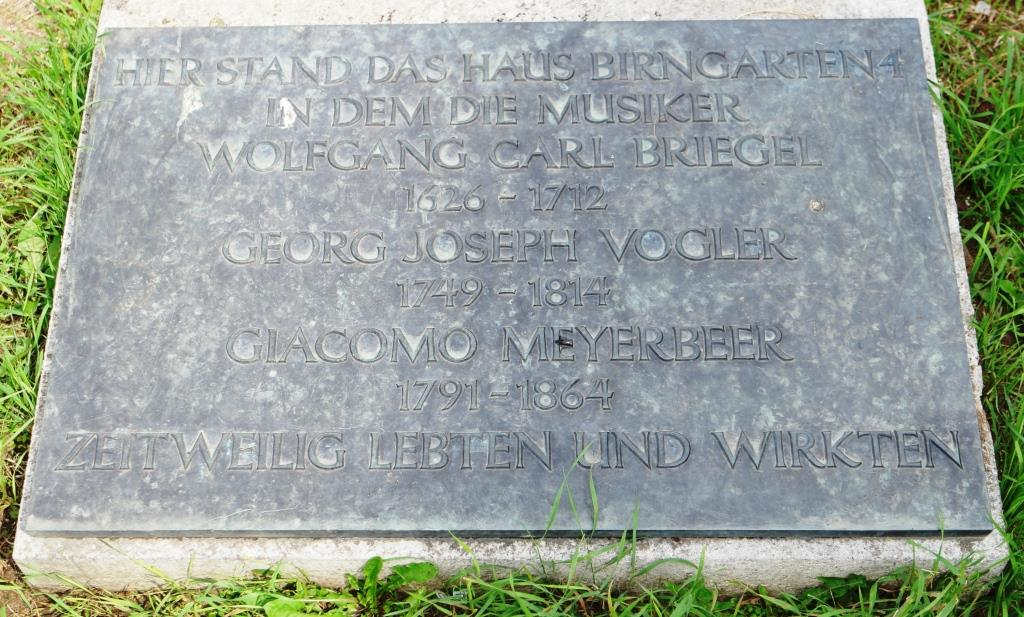
Gedenkplatte an der Stätte des Wohnhauses von Wolfgang Carl Briegel, Georg Joseph Vogler und Giacomo Meyerbeer in Darmstadt, Karolinenplatz

In den Folgejahren hielt sich Vogler in Paris auf, wo er für die Aufführung von Opern verantwortlich war. 1784 kehrte er als Kapellmeister nach Mannheim zurück, obwohl Kurfürst Karl Theodor und sein Hof inzwischen nach München gezogen waren. 1786 nahm er die Stelle des Hofkapellmeisters (Hovkapellmästare) und Hofkomponisten am schwedischen Hof in Stockholm unter König Gustav III. an und unterrichtete auch den Thronfolger in Musik; eine Tätigkeit, die er mit Unterbrechungen bis 1799 ausübte. Der Vertrag räumte ihm ein halbes Jahr Urlaub ein, den er regelmäßig zu Reisen durch Europa nutzte, die bis nach Afrika und Griechenland reichten. Es folgte ein zweijähriger Aufenthalt in Prag und ein vierjähriger Aufenthalt in Wien.
1807 nahm Vogler wieder eine feste Anstellung an, diesmal als Hofkapellmeister in Darmstadt, wo ihm der Ludewigs-Orden I. Klasse verliehen wurde (s. o. die Abb. mit Kreuz und Bruststern). Sein Vermögen investierte er praktisch vollständig in Modernisierungen von Orgeln, die er überall in Europa auf eigene Kosten durchführen ließ. Bevor er in Darmstadt 1814 starb, geriet er in finanzielle Schwierigkeiten, da die Kosten für das in München in Auftrag gegebene neue Orchestrion zu hoch ausfielen. Ab 1806 war er ordentliches Mitglied der Bayerischen Akademie der Wissenschaften.
Es gibt eine Biographie Abt Georg Joseph Vogler. Augsburg 1888, die von Karl Emil von Schafhäutl verfasst wurde.

## Wirken
Sein kompositorisches Schaffen ist umfangreich. Es umfasst hauptsächlich Sinfonien, Opern, Singspiele, Ballette, Messen, Psalmen, Requien, Te Deums, Kantaten, Motetten, Orgelwerke und Bühnenmusiken, u. a. zu Shakespeares Hamlet. Im Zentrum seiner Kompositionen stehen Orgelwerke; hier sind vor allem seine etwa 150 Präludien zu erwähnen.
Als Musikpädagoge machte er sich vorrangig durch die Gründung mehrerer Musikschulen einen Namen. Als seine bekanntesten Schüler gelten Franz Danzi, Bernhard Anselm Weber, Carl Maria von Weber, Giacomo Meyerbeer und Johann Gänsbacher. Vogler ist der Mannheimer Schule zuzurechnen, deren Stilistik er insbesondere durch seine Zeitschrift Betrachtungen der Mannheimer Tonschule (Mannheim 1778–1781) fest umriss.
Seine Bedeutung als Musiktheoretiker erlangte er vor allem durch die Verwendung von Ziffern zur Beschreibung von Harmoniestufen, die später von Gottfried Weber und Simon Sechter übernommen wurden und den Ausgangspunkt der Stufentheorie bildeten. 1776 veröffentlichte er den nach ihm benannten Tonkreis.
Vogler beeinflusste den Orgelbau im 19. Jahrhundert: Von der „Mannheimer Schule“ und der Wiener Klassik ausgehend, führte er mit seinem „Simplifikationssystem“ weg von der Werkorgel des Barock. Er teilte die Manuale in reine Farbwerte auf, setzte die Aliquoten zur akustischen Erzeugung von Kombinationstönen ein und stellte die ganze Orgel in einen Schwellkasten. Über dreißig Orgeln in Europa wurden auf seine Kosten umgebaut. Ab 1790 favorisierte er die Verwendung von Rohrwerken mit durchschlagenden Zungen in manchen Registern. Seine transportable Orgel nannte er Orchestrion.
Ein Organochordion wurde von Orgelbauer Rackwitz, der acht Jahre für Vogler arbeitete, gebaut. Weiters gab es noch das Micropan, das von den Orgelbauern Knecht und Hagemann in Tübingen für Vogler zwischen 1802 und 1808 gebaut wurde. Für das Triorganon bekam er 1809 eine Auszeichnung.
Voglers Werk und Wirken waren zu Lebzeiten nicht unumstritten. Nach einer polemischen Rezension von Voglers Kurpfälzischer Tonschule entbrannten jahrelange persönliche Diffamierungen von vor allem norddeutschen Musiktheoretikern, allen voran Johann Nikolaus Forkel. Auch das Urteil von Wolfgang Amadeus Mozart in einem Brief von 1777 über ihn, er sei ein „eder [öder] musikalischer spaß-macher. ein Mensch der sich recht viel einbildet und nicht viell kann“, trug zu dem lange vorherrschenden negativen Bild Voglers bei.
Das von Vogler komponierte Hosianna, Davids Son ist in Schweden bis heute eines der beliebtesten Weihnachtslieder und existiert in zahlreichen Bearbeitungen.

## Werke (Auswahl)

### Kompositionen
- 6 Klaviertrios op. 1
- 6 leichte Violinsonaten op. 3
- 6 Klavierkonzerte op. 5
- 6 Sonaten für Klavier und Violine, Cello ad libitum op. 6
- 12 Divertissements für Klavier op. 7
- 4 Streichquartette (in f, As, F, Es)
- 6 Quartette für Flöte, Violine, Bratsche und Cello in (B, Es, F, D, A, C)
- Concerto Corno di caccia in F (1800)
- 4 Requiem in c, d, Es, e (um 1770)
- Requiem mit Libera me in g-Moll (1776)
- Trauermusik auf Louis XVI. für Orchester (1793)
- Castore e Polluce
- Athalia (Oratorium)
- Ballettmusik zu einem komischen Ballett
- Schauspielmusik zu Shakespeares Hamlet
- Amore prigioniero für Solostimme, Chor und Orchester

### Schriften (Auswahl)
- Tonwissenschaft und Tonsetzkunst. Mannheim 1776.
- Stimmbildungskunst. Mannheim 1776.
- Kurpfälzische Tonschule. Mannheim 1778.
- Gründe der Kurpfälzischen Tonschule in Beispielen. Mannheim 1778.
- Inledning til Harmoniens Kännedom. Stockholm 1794; urn:nbn:de:gbv:9-g-4887876.
- Organist-Schola. Stockholm 1798; uni-greifswald.de.
- Systhême de simplification pour les orgues par l’abbé Vogler. 1798.
- Clavér-Schola. Stockholm 1798; urn:nbn:de:gbv:9-g-3089796.
- Abt Vogler’s Choral-System. Haly, Kopenhagen 1800; urn:nbn:de:bvb:12-bsb10599676-0. Beiheft: Notenbeispiele; urn:nbn:de:bvb:12-bsb10624394-7.
- Handbuch zur Harmonielehre und für den Generalbass. Prag 1802.
- Die Scala oder personifizierte Stimmbildungs- und Singkunst, Text und Zergliederung. 1810.
- System für den Fugenbau als Einleitung zur harmonischen Gesang-Verbindungs-Lehre. Verfasst 1811; André, Offenbach o. J. [um 1817]; urn:nbn:de:bvb:12-bsb10599675-5.[10]